# Copajira
Copajira ist eine Streusiedlung im Departamento La Paz im südamerikanischen Andenstaat Bolivien.

## Lage im Nahraum
Copajira liegt in der Provinz Los Andes und ist die fünftgrößte Ortschaft im Cantón Laja im Municipio Laja. Die Ortschaft liegt auf einer Höhe von 3867 m 30 Kilometer südöstlich des Titicacasees, von hier aus erstreckt sich nach Südosten die weite Ebene des bolivianischen Hochlandes über El Alto und Calamarca hinaus.

## Geographie
Copajira liegt auf dem bolivianischen Altiplano zwischen den Anden-Gebirgsketten der Cordillera Occidental im Westen und der Cordillera Central im Osten. Das Klima der Region ist semihumid und ein typisches Tageszeitenklima, bei dem die mittleren Temperaturschwankungen im Tagesverlauf deutlicher ausfallen als im Jahresverlauf.
Die mittlere Durchschnittstemperatur der Region liegt bei 9 °C (siehe Klimadiagramm Batallas), die Monatsdurchschnittswerte schwanken nur unwesentlich zwischen 6 °C im Juli und 10 °C im November und Dezember. Der Jahresniederschlag beträgt etwa 600 mm, die Monatsniederschläge liegen zwischen unter 15 mm in den Monaten Juni bis August und zwischen 100 und 120 mm von Dezember bis Februar.

## Verkehrsnetz
Copajira liegt 53 Straßenkilometer westlich von La Paz, der Hauptstadt des Departamentos.
Von La Paz aus führt die asphaltierte Nationalstraße Ruta 2 in westlicher Richtung nach El Alto und weitere fünf Kilometer in nordwestlicher Richtung. Dann zweigt die Ruta 1 nach Südwesten ab und führt über Laja und Quellani nach Tambillo und weiter nach Guaqui am Titicacasee und nach Desaguadero an der Grenze zu Peru.
Acht Kilometer westlich von Laja liegt am Nordrand der Ruta 1 die Ortschaft Quellani, einen Kilometer später überquert die Straße auf einer Brücke den Río Katari, und 700 Meter weiter zweigt in einer leichten Rechtskurve eine unbefestigte Landstraße nach Südosten ab und erreicht das Zentrum von Copajira nach weiteren fünf Kilometern.

## Bevölkerung
Die Einwohnerzahl der Ortschaft ist in dem Jahrzehnt zwischen den beiden letzten Volkszählungen nahezu unverändert geblieben:
| Jahr | Einwohner         | Quelle       |
| ---- | ----------------- | ------------ |
| 1992 | keine Detaildaten | Volkszählung |
| 2001 | 562               | Volkszählung |
| 2012 | 552               | Volkszählung |
| 2024 |                   | Volkszählung |

Die Region weist einen hohen Anteil an Aymara-Bevölkerung auf, im Municipio Laja sprechen 97,2 Prozent der Bevölkerung Aymara.